# Rederi AB Höganäs
Rederi AB Höganäs var ett svenskt rederi som grundades 1919 och såldes 1970 till AB Transmarin.

## Historia
Rederiet grundades av Carl Norrthon 1919. Rederiets första fartygsinköp var ångfartygen Tico 1921 och Zeeburg 1922. Båda fartygen lastade cirka 2000 d.w. och döptes om till Norma respektive Nordia. Rederiet förlorade två fartyg under andra världskriget, s/s Nordia och s/s Norita. I slutet på kriget byggdes s/s Norcita vid Öresundsvarvet, på femtiotalet byggdes två motorlastfartyg, m/s Norinda och m/s Nordica, även dessa på Öresundsvarvet.  Under 1960-talet såldes fartygen och 1970 såldes rederiet till Transmarin.

## Fartygslista
| # | Fartyg      | Tonnage | Dödvikt | Byggd | Varv        | I tjänst  | Öde        |
| - | ----------- | ------- | ------- | ----- | ----------- | --------- | ---------- |
| 1 | s/s Norma   | 1287    | 2125    | 1920  | Stavanger   | 1921-1960 | Upphuggen  |
| 2 | s/s Nordia  | 1316    | 1921    | 1922  | Papendrecht | 1922-1940 | Kollision  |
| 3 | s/s Norruna | 2740    | 4450    | 1919  | Fredrikstad | 1925–1960 | Upphuggen  |
| 4 | s/s Norita  | 1516    | 2500    | 1935  | Larvik      | 1935–1941 | Torpederad |
| 5 | s/s Norcita | 1876    | 3400    | 1944  | Landskrona  | 1944–1954 | Såld       |
| 6 | m/s Norinda | 2314    | 3615    | 1952  | Landskrona  | 1952–1963 | Såld       |
| 7 | m/s Nordica | 3631    | 6565    | 1957  | Landskrona  | 1957-1968 | Såld       |